# Blepharidium guatemalense
Blepharidium es un género monotípico de plantas con flores perteneciente a la familia Rubiaceae. Su única especie: Blepharidium guatemalense Standl., es originaria de  Centroamérica.

## Taxonomía
Blepharidium guatemalense fue descrita por Paul Carpenter Standley y publicado en Journal of the Washington Academy of Sciences 8(3): 59–60, en el año 1918.
Sinonimia
- Blepharidium mexicanum Standl.
- Tocoyena tabascensis Standl.[3]